# Gornje Vranovce
Gornje Vranovce (cyr. Горње Врановце) – wieś w Serbii, w okręgu jablanickim, w gminie Lebane. W 2011 roku liczyła 149 mieszkańców.